# Albert Rauch (Geistlicher)
Albert Rauch (* 10. September 1933 in Pfaffenberg; † 10. Januar 2015 in Etterzhausen) war ein deutscher römisch-katholischer Priester, der sich besonders für die Beziehungen zu den orthodoxen Kirchen einsetzte.

## Leben
Albert Rauch studierte von 1952 bis 1959 an der Gregoriana in Rom, wobei er von 1952 bis 1959 Mitglied des Collegium Germanicum und von 1949 bis 1961 des Collegium Russicum war. Am 10. Oktober 1958 empfing er in Rom die Priesterweihe für das Bistum Regensburg. Dort war er von 1961 bis 1962 als Kaplan in St. Johannes in Dingolfing und von 1962 bis 1965 in Herz-Jesu in Weiden tätig. 1965 bis 1966 war er Sekretär von Josyf Kardinal Slipyi in Rom. Von 1966 bis 1972 war Rauch Domvikar in Regensburg, von 1969 bis 1972 Studentenpfarrer in Regensburg. Von 1972 bis zu seinem Tode war er Expositus in Etterzhausen.
Albert Rauch war seit seinem Studium besonders um die ökumenischen Beziehungen zu den orthodoxen Kirchen bemüht. Von 1966 bis 2001 war er Geschäftsführer der Arbeitsgruppe Kirchen des Ostens der Ökumenekommission  der Deutschen Bischofskonferenz, von 1968 bis 2006 Berater der Ökumenekommission. Von 1966 bis 2013 verwaltete er die Stipendien der Deutschen Bischofskonferenz für orthodoxe Theologiestudierende und Geistliche der orthodoxen Kirchen und begleitete die Stipendiaten am Ostkirchlichen Institut Regensburg, dessen Direktor er von 1972 bis zu seinem Tode war. Eng wirkte er mit Nikolaus Wyrwoll zusammen.

## Auszeichnungen
- 1971 Kaplan Seiner Heiligkeit
- 1990 Päpstlicher Ehrenprälat
- 1997 Ehren-Archimandrit der rumänisch-orthodoxen Kirche
- 1997 Dr. h. c. Orthodoxe Theologische Fakultät Bukarest
- 2002 Dr. h. c. Orthodoxe Theologische Fakultät Oradea
- 2003 Orden des Friedenstiftenden Fürsten Daniel (Patriarchat von Moskau)
- 2008 Dr. h. c. Orthodoxe Theologische Fakultät Alba Iulia
- 2008 Orden des Hl. Kyrill von Turov (Belarussisch-Orthodoxe Kirche)
- 2009 Apostolischer Protonotar
- 2009 Orden des hl. Sergius von Radonesch (Patriarchat von Moskau)
- 2013 Bonifatius-Medaille der Deutschen Bischofskonferenz[1][2]

## Veröffentlichungen (Auswahl)
- Die Menschwerdung Gottes aus Maria im Heilswerk der heiligsten Dreifaltigkeit bei Cyrill von Alexandrien. Dissertation Pontificia Universita Gregoriana, Rom 1961